# Maria Tallchief
Betty Marie Tall Chief (Fairfax, Oklahoma; 24 de enero de 1925-Chicago, Illinois; 11 de abril de 2013) fue una bailarina estadounidense. Entre 1942 y 1947 estuvo con el Ballet Russe de Monte Carlo, pero es más conocida por el tiempo que estuvo en el New York City Ballet entre 1947 y 1965.

## Biografía
Su padre era un Osage y su madre una Ulster-Scots. Acerca de su niñez escribió, "Fui una buena alumna en Sacred Heart (Escuela católica). Pero, de varias maneras, era una típica chica india — tímida, dócil, introvertida. Amaba estar al aire libre y pasaba buena parte de mi tiempo caminando alrededor de la yarda de enfrente, donde había un viejo columpio y un jardín. También paseaba por los alrededores de nuestra casa de verano atrapando puntas de flechas en el pasto. Encontrar uno me hacía temblar de emoción.  Muchas veces, anhelaba estar en el pasto, corriendo cerca de donde estaban los caballos...".
Disfrutaba de la música y de la danza; su deseo de perseguir una carrera en el arte constituyó un desafío considerable para una joven amerindia en aquellos días. Estudió ballet con Bronislava Nijinska por cinco años. La filosofía de Madame Nijinska acerca de la disciplina hizo sensible a Tallchief. "Cuando duermas, sueña como una ballerina. Incluso cuando esperas en la esquina por el bus, párate como una ballerina". Betty Marie continuó trabajando duro y dominó las destrezas técnicas muy bien con los años. Debutó, muy nerviosa, en el Hollywood Bowl. 
Una refinada profesional, Maria Tallchief, como se llamaba a sí misma, dejó Los Ángeles a los 17 años y audicionó en Nueva York. Se unió al Ballet Russe de Monte Carlo y rápidamente tuvo alcanzó el estatus de una solista.
El coreógrafo George Balanchine escribió varias de sus obras más famosas para ella; los dos se casaron en 1946 hasta su divorcio en 1952. No tuvieron hijos. Ella fue la primera prima ballerina del New York City Ballet entre 1947 y 1960, donde Balanchine era el coreógrafo principal. Su interpretación de El pájaro de fuego de Balanchine en 1949 y su primera colaboración con la Ópera Nacional de París elevó a Maria Tallchief a la escena mundial. También creó el rol del Hada de Azúcar en la versión de Balanchine del Cascanueces.
Se convirtió en la bailarina estadounidense más importante. En 1953, el presidente de Estados Unidos Dwight Eisenhower la declaró Woman of the Year. 
Cuando el gobernador de Oklahoma la honró ese mismo año por sus logros internacionales y su orgullosa identidad nativa estadounidense, Maria Tallchief fue nombrada Wa-Xthe-Thomba (Mujer de Dos Mundos).
Siguió bailando con el American Ballet Theatre hasta 1965, cuando su retiro entristeció al mundo artístico. Con su hermana Marjorie, fundó el Chicago City Ballet en 1981 y fue su directora artística hasta 1987.
Volvió a casarse con Elmourza Natirboff y en 1956 casó con Henry "Buzz" Paschen, padre de su hija Elise en 1959, una importante poeta: Elise Paschen Tallchief
En diciembre de 2012, Tallchief se rompió la cadera. Murió el 11 de abril de 2013 por complicaciones derivadas de la lesión.

## Carrera

### Carrera temprana
Tallchief se graduó en la Beverly Hills High School en 1942. Había dejado el piano y quería ir a la universidad, pero su padre se opuso. "Te he pagado las clases toda la vida", le dijo. "Ahora es el momento de que encuentres un trabajo" Ganó un pequeño papel en Presenting Lily Mars, un musical de MGM con Judy Garland. Ese verano, una amiga de la familia, Tatiana Riabouchinska, le preguntó si a Tallchief le gustaría ir a Nueva York. Con Riabouchinska como chaperona, partió hacia la gran ciudad a los 17 años, en 1942.
Una vez en Nueva York, Tallchief buscó a Serge Denham. Una secretaria le dijo que el Ballet Ruso de Montecarlo no necesitaba más bailarines, y ella se marchó llorando. Unos días después, le dijeron que había un sitio para ella. Denham no se acordaba de ella, pero tenía algo que él necesitaba - un pasaporte. Muchos de sus bailarines eran emigrantes rusos que carecían de pasaporte y la compañía iba a realizar una gira por Canadá. Basándose en la combinación de su talento y su pasaporte, Tallchief fue contratada como aprendiz.Su primera actuación fue en Gaîté Parisienne.'Después de la gira canadiense, una de las bailarinas dejó la compañía debido a un embarazo y a Tallchief se le ofreció el puesto de la bailarina y un salario de 40 dólares semanales.

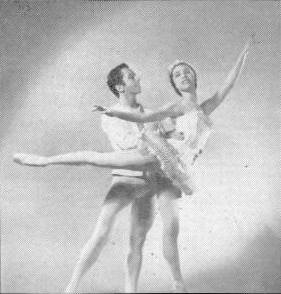
Maria Tallchief como el Hada de Azúcar y Nicholas Magallanes como su caballero El Cascanueces (1954).

En su primer día como miembro de pleno derecho de la compañía, Tallchief se sorprendió al descubrir que Nijinska había llegado a la ciudad para representar Concierto de Chopin con el Ballet Ruso de Montecarlo. Pronto eligió a Tallchief como suplente de la primera bailarina Nathalie Krassovska para el papel principal. En el Ballet Russe, las bailarinas rusas se peleaban a menudo con las estadounidenses, a las que consideraban inferiores. Cuando Nijinska ascendió sorprendentemente a Tallchief, ésta se convirtió en el principal blanco de su animadversión.
Al mismo tiempo, la compañía se preparaba para poner en escena Rodeo, or The Courting at Burnt Ranch] de Agnes de Mille, un temprano ejemplo de ballet americano. Un día, de Mille sugirió que Tallchief se cambiara el nombre. Era un tema delicado para Tallchief; Denham le había sugerido anteriormente que cambiara su apellido por otro que sonara ruso, como Tallchieva, una práctica común entre las bailarinas de ballet de la época. Ella se negó: "Tallchief era mi nombre, y estaba orgullosa de él" Sin embargo, de Mille tuvo una idea más aceptable - utilizar una versión modificada de su segundo nombre. Tallchief aceptó y fue conocida como Maria Tallchief durante el resto de su carrera.
En sus dos primeros meses en el Ballet Russe de Montecarlo, Tallchief había aparecido en siete ballets diferentes como parte del cuerpo de baile.Mientras estuvo en Nueva York, tomó clases en la School of American Ballet, pero en las giras no había clases oficiales.En su lugar, Tallchief estudió los esfuerzos de sus colegas más experimentados. En particular, admiraba a Alexandra Danilova, conocida por su ética de trabajo y su profesionalidad. Tallchief practicaba siempre que podía y se labró una reputación de gran trabajadora. "Siempre estaba haciendo barra", escribió, "siempre dándolo todo en los ensayos".
Krassovska discutía regularmente con la dirección, lo que planteaba la posibilidad de un ascenso repentino de Tallchief. Estuvo a punto de abandonar la empresa a finales de 1942 y se le dijo a Tallchief que seguiría en su lugar. Se convenció a Krassovska para que volviera, pero el incidente dejó claro a Tallchief que tenía que estar preparada para desempeñar el difícil papel técnico de Krassovska con poca antelación, algo para lo que aún no estaba preparada. En la primavera de 1943, Krassovska discutió con Denham y abandonó la compañía. "Cuando la compañía regresó a Nueva York, Tallchief recibió críticas positivas. El crítico de danza de The New York Times John Martin escribió: "Tallchief se lució en el Concierto de Chopin de Nijinkska.... Tiene una brillantez fácil que huele a autoridad más que a bravura", y predijo que sería una gran estrella en un futuro próximo. Sin embargo, la gloria le duró poco, ya que Tallchief regresó al cuerpo cuando la puesta en escena del Concierto de Chopin había terminado.
De vuelta a la gira, Tallchief vio a sus padres en Los Ángeles. Al ver el aspecto frágil de Tallchief -había perdido mucho peso por una combinación de mala alimentación y estrés- y su papel secundario en La doncella de las nieves, su madre intentó convencerla de que dejara el ballet y volviera al piano. Ruth Tallchief cambió de opinión cuando Lichine le enseñó la columna de Martin y le explicó que era el mejor crítico de danza de Estados Unidos. El segundo año de Tallchief en el Ballet Russe le trajo papeles más importantes. Fue solista en Le Beau Danube y consiguió el papel principal en Ancient Russia, otro ballet de Nijinska.

### Época de Balanchine
En la primavera de 1944, el conocido coreógrafo George Balanchine fue contratado por el Ballet Russe de Montecarlo para trabajar en una nueva producción titulada Canción de Noruega' El traslado marcaría un punto de inflexión en las carreras de Tallchief y Balanchine. Se sintió atraída por Balanchine desde el principio. Describiendo una de sus primeras experiencias con él, escribió: "Cuando vi lo que había hecho, me quedé asombrada. Todo parecía tan sencillo y perfecto: Un elegante ballet encajaba ante mis ojos" Al principio, no estaba segura de que él le prestara mucha atención, pero pronto descubrió que sí. Balanchine asignó a Tallchief un solo en Canción de Noruega y la noche antes del estreno también le informó de que sería la suplente de Danilova. El ballet fue un éxito y a Balanchine le ofrecieron un contrato para el resto de la temporada. Estaba contento de volver al ballet después de años en Broadway y en Hollywood y aceptó la oferta. Al darse cuenta de que la estrella de Tallchief estaba en alza, su madre exigió un aumento de sueldo para su hija. Tallchief se sintió "mortificada" por la medida, pero Denham accedió a sus demandas y le aumentó el sueldo a 50 dólares semanales y la ascendió a "solista".
Balanchine siguió contratando a Tallchief para papeles importantes, presentándola en un pas de trois con Mary Ellen Moylan y Nicholas Magallanes en Danses Concertantes. Los pasos eran de forma clásica, pero se presentaban de una manera única. Tallchief escribió: "El acento era agudo, el ritmo oscilante y moderno" y, "Interpretar los pasos parecía más un ejercicio de placer y disfrute que de trabajo. Era mágico". En Le Bourgeois Gentilhomme, tuvo un pas de deux con Yurek Lazowsky.
Poco antes de que se estrenara Ballet Imperial, Balanchine informó a Tallchief de que sería la segunda protagonista por detrás de Moylan. "Casi me desmayo", recuerda. "No podía superarlo".  A medida que avanzaba la temporada, Balanchine se encariñó con ella tanto profesionalmente -The Washington Post calificó a Tallchief de "inspiración artística crucial"- como personalmente.  Tallchief ignoró la atracción personal durante mucho tiempo y su relación se mantuvo sobre todo en el plano profesional. Poco a poco se hicieron amigos; entonces, un día, Balanchine le pidió a Tallchief que se casara con él, para sorpresa de ella. Después de pensárselo un poco, ella aceptó y la pareja se casó el 16 de agosto de 1946.
Una noche de gira en 1945, Tallchief estaba bailando la barra cuando Balanchine le dijo: "Si aprendieras a hacer bien el battement tendu, no tendrías que aprender nada más". Era su forma de decirle que tenía que empezar de cero: el battement tendu es el ejercicio de ballet más básico que existe. "Quería morirme", recuerda. "Pero había visto la diferencia entre el baile de Mary Ellen [que fue alumna de Balanchine] y el mío. Sabía que tenía razón" Bajo la tutela de Balanchine, Tallchief perdió cinco kilos y alargó las piernas y el cuello. Aprendió a mantener el pecho alto, la espalda recta y los pies arqueados. "Mi cuerpo parecía estar sufriendo una metamorfosis", recuerda. Tallchief volvió a aprender los ejercicios básicos como quería Balanchine y transformó su mayor debilidad -turnout- en una fortaleza. Danilova dedicó gran parte de su tiempo a instruir a Tallchief en el arte de la bailarina, ayudándola a transformarse de una adolescente en una mujer joven.
Tallchief ascendió al rango de "solista destacada", ya que Balanchine continuó eligiéndola para papeles importantes. Creó (fue la primera persona en interpretar) el papel de Coquette en Sombra nocturna, el papel técnicamente más difícil del ballet, después de que Danilova eligiera para sí misma a la otra protagonista femenina.

#### New York City Ballet
También en 1946, Balanchine se unió al mecenas Lincoln Kirstein para fundar la Ballet Society, precursora directa del New York City Ballet. A Tallchief le quedaban seis meses de contrato con el Ballet Russe de Montecarlo, por lo que permaneció en la compañía hasta 1947.  Cuando expiró su contrato, se unió a Balanchine, que se encontraba en Francia como coreógrafo invitado en el Ballet de la Ópera de París. Había sido llamado para "salvar" a la famosa compañía, pero no todo el mundo apreciaba su presencia. Un grupo de partidarios de Serge Lifar, que estaba de baja mientras se investigaban las acusaciones de ayudar a los nazis durante la Segunda Guerra Mundial, lideró una ruidosa campaña para deshacerse de Balanchine. Spectateur y Les Arts se unieron a ella, publicando artículos en los que atacaban personalmente a Balanchine.Ignoraba la jerarquía de la compañía, lo que enfureció aún más a algunos bailarines.
Cuando Tallchief llegó, la pusieron a trabajar inmediatamente con papeles en Le baiser de la fée y Apollo. Otro bailarín abandonó Apollo poco antes del estreno, lo que obligó a Tallchief a aprender un papel más difícil con poca antelación. A pesar de todas las dificultades, el estreno fue un gran éxito.  La prensa francesa quedó fascinada por el baile de Tallchief, y aún más por su trayectoria. "Peau Rouge danse a l'Opera pour le Roi de Suede" [Piel Roja baila en la Ópera para el Rey de Suecia], rezaba un titular de primera página. "La Fille du grand chef Indien danse a l'Opera" [La hija del gran jefe indio baila en la Ópera], rezaba otro. Sus colegas nunca apreciaron la presencia de Tallchief, pero el público francés la adoraba. Tras seis meses en París, Tallchief y Balanchine regresaron a Nueva York. Durante su estancia en París, Tallchief se convirtió en la primera estadounidense en actuar con el Ballet de la Ópera de París.
Cuando la pareja regresó a Estados Unidos, Tallchief se convirtió rápidamente en una de las primeras estrellas, y primera prima ballerina, del New York City Ballet, que abrió sus puertas en octubre de 1948. Balanchine "revolucionó el ballet" creando papeles que exigían atletismo, velocidad y un baile agresivo como nunca antes se había visto. Tallchief se adaptaba perfectamente a la visión de Balanchine. "Siempre pensé que Balanchine era más músico que coreógrafo, y quizá por eso él y yo conectamos", recuerda Tallchief. Creó muchos papeles específicamente para Tallchief, incluido el protagonista de "El pájaro de fuego" en 1949.  Sobre su debut en "El pájaro de fuego", Kirstein escribió "Maria Tallchief hizo una aparición electrizante, emergiendo como la aproximación más cercana a una primera bailarina que habíamos disfrutado hasta entonces. " El papel causó sensación y la lanzó a la cima del mundo del ballet, otorgándole el título de primera bailarina.  Destacando la gran dificultad técnica del papel, el crítico de The New York Times John Martin escribió que a Tallchief se le pidió "que lo hiciera todo excepto girar sobre su cabeza, y lo hace con una brillantez total e incomparable"."

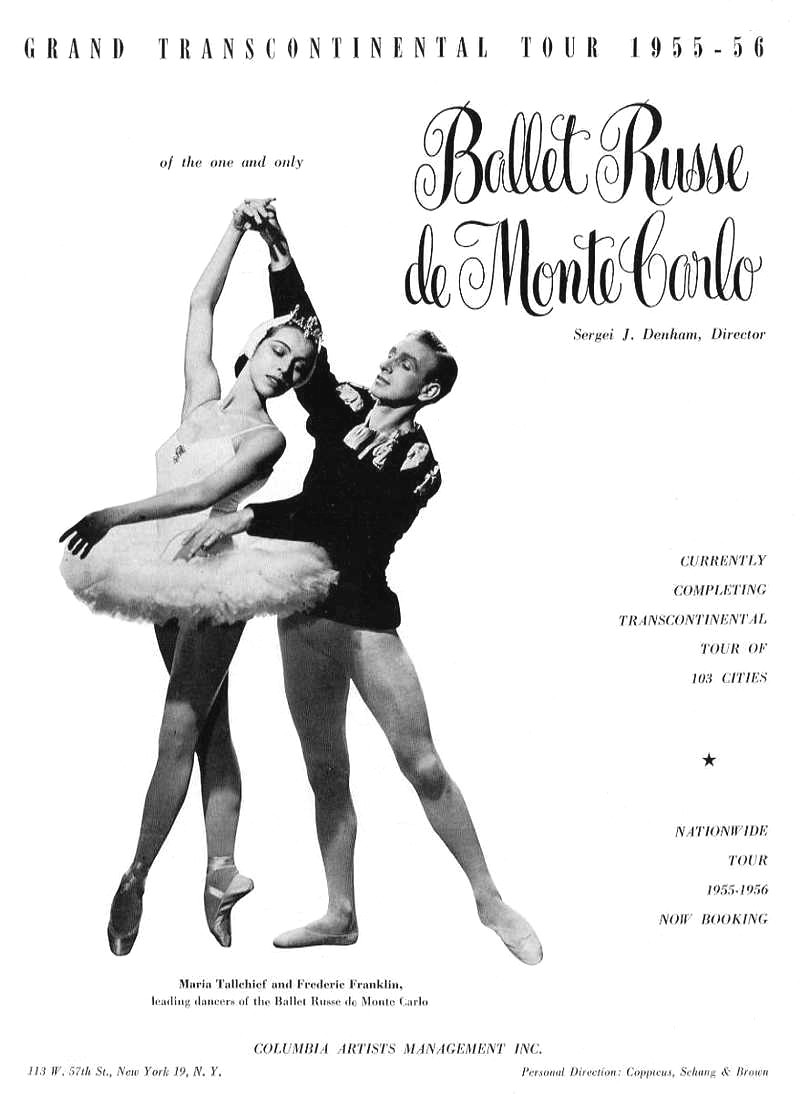
Maria Tallchief en una promoción de 1955 para el Ballet Russe de Monte Carlo.

La popularidad de Tallchief ayudó a crecer a la incipiente compañía de danza, que llegó a pedirle que actuara hasta ocho veces por semana.En 1954, Tallchief recibió el papel del Hada de Azúcar en la nueva versión de Balanchine de El Cascanueces, que entonces era un ballet poco conocido. Su interpretación del papel ayudó a convertir la obra en un clásico navideño anual y en el mayor éxito de taquilla de la industria. El crítico Walter Terry comentó: "Maria Tallchief, en el papel del Hada de Azúcar, es en sí misma una criatura mágica, que baila lo aparentemente imposible con una belleza de movimientos sin esfuerzo, que nos electriza con su brillantez, que nos encanta con su resplandor. ¿Tiene parangón en algún lugar, dentro o fuera del país de las hadas? Al verla en El Cascanueces, uno tiene la tentación de dudarlo".
Otros papeles notables que Tallchief creó bajo las órdenes de Balanchine incluyen la Reina de los Cisnes en la versión de Balanchine de El lago de los cisnes y Eurídice en Orfeo.  Creó el papel principal de "Hijo pródigo", "Jones Beach", "A la Françaix" y obras sin argumento como "Sylvia Pas de Deux". "Allegro Brillante," "Pas de Dix," y "Symphony in C." Sus fogosas y atléticas interpretaciones ayudaron a establecer a Balanchine como el coreógrafo más prominente e influyente de la época.
Tallchief permaneció en el New York City Ballet hasta febrero de 1960, pero también se tomó un tiempo libre para trabajar con otras compañías.Realizó apariciones como invitada con el Chicago Opera Ballet, el San Francisco Ballet, el Royal Danish Ballet y el Hamburg Ballet, entre otros. En 1954-55 trabajó para el Ballet Ruso de Montecarlo, donde cobraba 2.000 dólares a la semana, el sueldo más alto que se pagaba a un bailarín en aquella época. En 1958, protagonizó la Sinfonía de Gounod de Balanchine antes de pedir una excedencia para tener su primer hijo.

## Legado
Tallchief fue considerada la primera gran bailarina de Estados Unidos, y fue la primera nativa americana en ostentar ese rango. Permaneció estrechamente ligada a su perfil Osage hasta su muerte, y habló en muchas ocasiones en contra de los estereotipos y los conceptos erróneos sobre los nativos americanos. Tallchief participó en America for Indian Opportunity y fue directora del Indian Council Fire Achievement Award. Ella y su hermana Marjorie se cuentan como dos del grupo de cinco bailarinas de ballet nativas americanas de Oklahoma nacidas en la década de 1920. Sin embargo, deseaba ser juzgada únicamente por los méritos de su danza. "Por encima de todo, quería ser apreciada como una primera bailarina que resultaba ser una nativa americana, nunca como alguien que era una bailarina india americana", escribió.

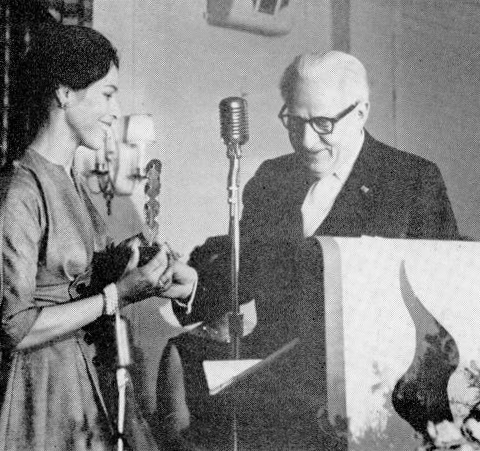
El editor Rudolf Orthwine entrega a Tallchief un premio de la revista Dance Magazine el 28 de abril de 1961.

The New York Times calificó a Tallchief como "una de las bailarinas americanas más brillantes del siglo XX" Según Wheater, "allanó el camino para las bailarinas que no pertenecían al molde tradicional del ballet... fue crucial para romper el estigma". Tras la muerte de Tallchief, Jacques d'Amboise comentó: "Cuando se pensaba en el ballet ruso, se pensaba en Ulánova. En el ballet inglés, era Fonteyn. En el ballet americano, era Tallchief. Time comentó que "de todas las bailarinas del siglo pasado, pocas alcanzaron la maestría de Maria Tallchief, una especie de sueño consciente, una ensoñación con espina dorsal."
Se le atribuye el mérito de "[romper] las barreras étnicas" y fue una de las primeras estadounidenses en prosperar en un campo dominado durante mucho tiempo por rusos y europeos. Al reflexionar sobre su propia carrera, Tallchief escribió: "Estaba en medio de la magia, en medio de genios. Y gracias a Dios lo sabía"

## Imágenes
- The Ballerina Gallery - Maria Tallchief

- Datos: Q264400
- Multimedia: Maria Tallchief / Q264400